# Gira Mi Mundo
La segunda gira en solitario de la cantante española Marta Sánchez con su disco Mi Mundo que es una gira por toda Europa.

## Repertorio de la gira
1. "Yo No Sé"
2. "Vive Cada Día"
3. "Hablando Solos"
4. "Tal Vez"
5. "Tiempo al Tiempo"
6. "Lejos de Aquella Noche"
7. "Enamorada Sin Querer"
8. "Mi Ángel"
9. "De Mujer a Mujer"
10. "La Belleza"
11. "Dime La Verdad "
12. "Tú También"
13. "Arena y sol"
14. "Desesperada"
15. "Nube de Verano"
16. "Amén"
17. "True Devotion"
18. "Lilí Marlén"
19. "Desesperada"

## Fechas de la gira
| Europa                   |                   |                      |                                    |
| 25 de agosto de 1995     | Bilbao            | España               | Auditorio Municipal                |
| 2 de septiembre de 1995  | Jódar             | España               | Campo de Futbol                    |
| 6 de septiembre de 1995  | La Coruña         | España               | Plaza Maria Pita                   |
| 9 de septiembre de 1995  | Rivadavia         | España               | Recinto Ferial                     |
| 18 de septiembre de 1995 | Oviedo            | España               | Campo de Futbol                    |
| 23 de septiembre de 1995 | Las Palmas        | España               | Campo de Futbol                    |
| 6 de octubre de 1995     | Buenos Aires      | Argentina            | Teatro Opera                       |
| 7 de octubre de 1995     | Buenos Aires      | Argentina            | Teatro Opera                       |
| 8 de octubre de 1995     | Buenos Aires      | Argentina            | Teatro Opera                       |
| 12 de octubre de 1995    | Asunción          | Uruguay              | Teatro Municipal                   |
| 14 de octubre de 1995    | Viña del Mar      | Chile                | Quinta Vergara                     |
| 15 de octubre de 1995    | Santiago de Chile | Chile                | Teatro                             |
| 16 de octubre de 1995    | Montevideo        | Uruguay              | Teatro Municipal de Montevideo     |
| 18 de octubre de 1995    | Lima              | Perú                 | Teatro Municipal de Lima           |
| 20 de octubre de 1995    | Santa Cruz        | Bolivia              | Campo de Futbol                    |
| 21 de octubre de 1995    | La Paz            | Bolivia              | Teatro La Paz                      |
| 26 de octubre de 1995    | Guatemala         | Guatemala            | Teatro Nacional                    |
| 27 de octubre de 1995    | Guatemala         | Guatemala            | Teatro Nacional                    |
| 1 de noviembre de 1995   | San José          | Costa Rica           | Teatro San Jose                    |
| 3 de noviembre de 1995   | San Juan          | Puerto Rico          | Centro de Exposiciones de San Juan |
| 4 de noviembre de 1995   | San Juan          | Puerto Rico          | Centro de Exposiciones de San Juan |
| 5 de noviembre de 1995   | San Juan          | Puerto Rico          | Centro de Exposiciones de San Juan |
| 9 de noviembre de 1995   | Ciudad de México  | México               | Auditorio Nacional                 |
| 10 de noviembre de 1995  | Ciudad de México  | México               | Auditorio Nacional                 |
| 11 de noviembre de 1995  | Ciudad de México  | México               | Audiotrio Nacional                 |
| 15 de noviembre de 1995  | Miami             | Estados Unidos       | Teatro Truil                       |
| 17 de noviembre de 1995  | Santo Domingo     | República Dominicana | Teatro Municipal                   |
| 18 de noviembre de 1995  | Santo Domingo     | República Dominicana | Teatro Municipal                   |

- Datos: Q25406612